# Bill Alexandre
Bill Alexandre (* um 1920) ist ein belgischer Jazzgitarrist und Bandleader.

## Leben und Wirken
Alexandre spielte 1942 in Brüssel mit Pierre Hermanges Band Les Cinq de l'Harmonica, mit der erste Aufnahmen entstanden, im folgenden Jahr in den Orchestern  von Paul Gason und Charlie Calmeyn. Unter eigenem Namen (Bill Alexandre en Zijn Orkest) spielte er 1946 in Den Haag die Bebop-Nummern Allen’s Alley und Ornithology ein, in seiner Band spielten Herman Sandy (Trompete), Freddy Lhost (Altsaxophon, Klarinette), Freddy De Bondt (Tenorsaxophon), Philippe Decae (Piano), Jean Warland (Bass) und John Ward (Schlagzeug). 1948 hatte das Septett von Bill Alexandre ein Engagement im Pariser Bœuf sur le Toit. In dieser Zeit trat er auch im Grand Siècle (an der Porte de Namur in Brüssel) auf; Bandvokalist in seinem Orchester war Vicky Down. 1950 begleitete er Toots Thielemans und spielte bei Robert De Kers (At the Darktown Strutters’ Ball). Im Bereich des Jazz war er zwischen 1941 und 1952 an zwölf Aufnahmesessions beteiligt, zuletzt mit Steve Kirk and His Orchestra. In den 1950er-Jahren wirkte er noch bei Aufnahmesessions in Opika im Belgisch-Kongo teil und baute dort ein Aufnahmestudio auf.